# Bruce Willis
Bruce Willis (polno ime Walter Bruce Willis), ameriški filmski igralec, * 19. marec 1955, Idar-Oberstein, Zahodna Nemčija.
Pojavil se je v več kot 80 filmih in je znan predvsem po akcijsko-pustolovskih vlogah, v katerih običajno upodablja človeka, ki je doživel osebno tragedijo, izgubo ali krizo identitete. Večinoma se pojavlja v vlogah policista, morilca ali vojaka.
Njegov oče David Willis je bil ameriški vojak v tedanji Zahodni Nemčiji, njegova mati Marlene pa je bila Nemka. Leta 1957, ko je oče končal službovanje v Nemčiji, so se preselili v Carneys Point, New Jersey. Bruce je bil njun najstarejši otrok. Igralčev brat Robert Willis je umrl leta 2001 v 42. letu starosti za rakom trebušne slinavke. Poleg njega ima Bruce še sestro Florence in brata Davida. Hollywoodski zvezdnik je oče štirih hčera. S prvo ženo Demi Moore imata hčere Rumer (*1988), Scout LaRue (*1991) in Tallulah Belle (*1994), z drugo ženo Emmo Heming pa ima hčer Mabel Ray (*2012).
Leta 2022 so mu ugotovili afazijo, bolezen je napredovala v demenco.

## Filmografija (izbor)
- Umri pokončno (1988)
- Umri pokončno 2 (1988)
- Smrt ji lepo pristoji (1992)
- Šund (1994)
- 12 opic (1995)
- Umri pokončno brez oklevanja (1995)
- Peti element (1997)
- Šakal (1997)
- Armageddon (1998)
- Merkurjev srd (1998)
- Šesti čut (1999)
- Nezlomljivi (2000)
- Mesto greha (2005)
- Umri pokončno 4 (1988)
- Upokojeni, oboroženi, nevarni (2010)
- Kraljestvo vzhajajoče lune (2012)
- Plačanci 2 (2012)
- Časovna zanka (2012)
- Umri pokončno: Dober dan za smrt (2013)
- Razcepljen (2016)
- Glass (2019)